# Монблан (массив)
Монбла́н (фр. Mont Blanc, итал. Monte Bianco, букв. «белая гора») — кристаллический массив, самая высокая вершина которого достигает 4810 м (самая высокая точка Европы при условии проведения границы Европы и Азии по северной границе Кавказа). Расположен в Западных Альпах, входящих в горную систему Альпы. Охватывает часть Франции, Италии в районах Верхняя Савойя, Курмайор и Швейцарии. Высшая точка Альп и Европы, без учёта кавказских пиков — одноимённая гора Монблан. Протяжённость — около 50 км. Площадь оледенения свыше 200 км², крупный ледник Мер-де-Глас. Центр альпинизма, а также горного туризма — вокруг Монблана проходит популярный в Европе пеший туристический маршрут Tour du Mont Blanc.
Площадь поверхности — 765 км².
На Монблане находится астрономическая обсерватория и проходит часть водораздела между реками По и Рона. Под Монбланом проложен автомобильный тоннель длиной в 11,6 км, соединяющий Францию и Италию. Проезд через тоннель платный. Стоимость проезда зависит от стороны въезда, типа транспортного средства и количества поездок.
У западного подножья горы Монблан на французской стороне расположен известный горнолыжный курорт Шамони. У южного, на итальянской стороне — Курмайор.

## Геология
Европейская плита, на которой находится Монблан, относится к породе континентальных плит и состоит, в основном, из ядра гранита и оболочки из гнейса. Гнейс состоит из древних осадочных пород, которые деформировались и преобразовались в палеозойский период (примерно от 542 до 251 миллиона лет назад). Эта раковина сохранилась в юго-западной части массива, начиная с верхней вершины в направлении горы Эгюий и далее, а также в нижней части со стороны Савойи и Валлерано. Породы массива кристаллические и слоистые, состоят в основном из кварца и полевого шпата, кое-где имеются более высокие концентрации железа и магния. Во время каменноугольного периода (310 миллионов лет назад) большая часть этого материала перегрелась и расплавилась. Впоследствии он охладился, образуя гранитное ядро, состоящее из кварца, полевого шпата (иногда больших белых кристаллов калия) и черной слюды, заменённой кое-где зеленоватым хлоритом. Так же, как и гнейс, гранит отмечен более темными конкрециями, а также пересечен прозрачными нитями, состоящими из мелких кристаллов полевого шпата

## Климат
Массив Монблан представляет собой поперечную асимметрию. Его шесть крупнейших ледников расположены на северо-западной стороне, где склоны более пологие, чем на очень крутой юго-восточной стороне. На ней сосредоточены небольшие ледники, ограниченные высокими субвертикальными каменными стенами. Эта асимметрия обуславливает разные климатические условия на двух склонах.
В Шамони (1044 м над уровнем моря) средняя годовая температура воздуха составляет + 7,2 ° C, а в Курмайоре (1223 м над уровнем моря) — 10,4 ° C. На горой вершине Эгюий-дю-Миди (3842 м над уровнем моря) средняя годовая температура воздуха составляет −8,2 ° C. В Шамони температура воздуха увеличилась на 1,7 ° C в период с 1934 по 2009 год. Потепление в основном влияет на зимние температуры — они увеличились на 2,8 ° C по сравнению с летними температурами, которые возросли только на 1,5 ° C (данные Метео-Франс, фр. Météo-France). Температура также увеличивалась на больших высотах (выше 4000 м над уровнем моря) она выросла на 1,4 ° C в период с 1990 по 2014 год (Gilbert and Vincent 2013).
В Шамони среднегодовое количество осадков составляет 1288 мм. В Курмайоре — 854 мм. На высоте 3500 м над уровнем моря количество осадков в три раза выше, чем в Шамони. Наблюдается явное уменьшение количества осадков в виде снега и более частое и интенсивное таяние. Хотя изменение снежного покрова зависит от высоты и менее выражено на больших высотах, количество снега на них также уменьшается. Воздействие изменения климата на окружающую среду высокогорья привело к изменению туристических маршрутов и их параметров восхождения. Основные изменения — обнажение коренных пород, расширение трещин и бергшрундов, а также изменения на ледниковых склонах.

## Принадлежность
После французской революции состоялись обширные дебаты о принадлежности Монблана. Ранее вся гора рассматривалась как часть герцогства Савойского, а с 1723 — Королевства Сардинии, одного из унитарных итальянских государств. После побед Наполеона в Италии Герцогство Пьемонт было вынуждено уступить Савойю и Ниццу Франции. После наполеоновских войн и Французской оккупации и Венского конгресса, король Сардинии восстановил контроль над Савойей, Ниццей и Пьемонтом на своих традиционных территориях. Но уже неточный в то время Парижский мирный договор (1815) не действовал. Сорок пять лет спустя, после Второй итальянской войны за независимость он был заменён новым правовым актом. Этот акт был подписан в Турине 24 марта 1860 года. Его подписали Наполеон III и Виктор Эммануил II Савойский, дело касалось аннексии Савойи (после французской договоренности о французском невмешательстве во время плебисцитов, состоявшихся в Тоскане и Эмилии-Романье, чтобы присоединиться к Королевству Сардиния, против воли папы). Впервые, с согласия короля Сардинии, Монблан находится на границе с Францией. Соглашение о демаркации, подписанное 7 марта 1861 года определяет гору «новой границей».
В настоящее время этот акт и прикреплённые карты имеют юридическую силу, как для французского, так и для итальянского правительства. Один из отпечатков из Sarde Atlas, сделанный в 1823 году, определяет границу по самому верхнему краю Монблана (4804 м в высоту). Конвенция от 7 марта 1861 признает это, и в соответствии с прилагаемой картой, принимает во внимание пределы массива. Рисунок и описание границы, проходящей по ледниковому покрову Монблана, даны на французском и итальянском языках. Анализ водораздела современных топографических карт не только ставит границу на главных вершинах, но и показывает, что она должна следовать по линии на север от главной вершины к Мон-Моди, оставляя юго-восточный хребет Монблан-де-Курмайёр полностью под контролем Италии. Несмотря на то, что франко-итальянская граница была пересмотрена и в 1947 и 1963 годах, комиссия, которая состояла из двух итальянцев и французского представителя, проигнорировала вопрос о принадлежности Монблана.
Де-факто граница, разделяющая массив, проходит между итальянским городом Курмайор и французским городом Сент-Жерве-ле-Бен.

## Первое восхождение
Первое упоминание о восхождении на гору Монблан, Жаком Бальма и доктором Мишелем Паккардом, датировано 8 августа 1786 года. Это восхождение прошло по инициативе Ораса Бенедикта Соссюра, учредившего премию тому, кто разведает способ подъёма на Монблан. Первой женщиной, достигшей вершины, стала Мария Парадис в 1808 году. Будущий президент Соединённых Штатов Теодор Рузвельт также возглавил экспедицию по восхождению во время своего медового месяца в 1886 году.

## Туризм
Один из самых известных трекинг-маршрутов в мире «Тур де Монблан» — 7 дней, 170 километров вокруг горы, три страны и великолепные пейзажи.

## Вершины массива Монблан
- Монблан (4810 м)
- Монблан-де-Курмайёр (4748 м)
- Роше-де-ла-Турмет (4677 м)
- Гранд-Бос (4547 м)
- Петит-Бос (4513 м)
- Мон-Моди (4465 м)
- Пикко Луиджи Амедео (4469 м)
- Эгюий-Бель-Этуаль (4354 м)
- Дом-дю-Гуте (4304 м)
- Монблан-дю-Такюль (4248 м)
- Гран-Пилье-д’Англь (4243 м)
- Эгюий-Бланш-де-Пётре (4112 м)
- Эгюий-де-Бьоннассе (4052 м)
- Пик Баретти (4013 м)
- Эгюий-дю-Миди (3842 м)

## Происшествия
- 3 ноября 1950 года — катастрофа Lockheed L-749A Constellation авиакомпании Air India, погибло 48 человек
- 24 января 1966 года — катастрофа Boeing 707 авиакомпании Air India, погибло 117 человек.
- 24 марта 1999 года — в туннеле под Монбланом загорелся грузовик, дым быстро распространился по туннелю, от недостатка кислорода заглохли двигатели находившихся в туннеле машин (в том числе и выехавших к месту аварии пожарных). Огонь бушевал 53 часа. Погибло 39 человек.